# بركة عاكسة

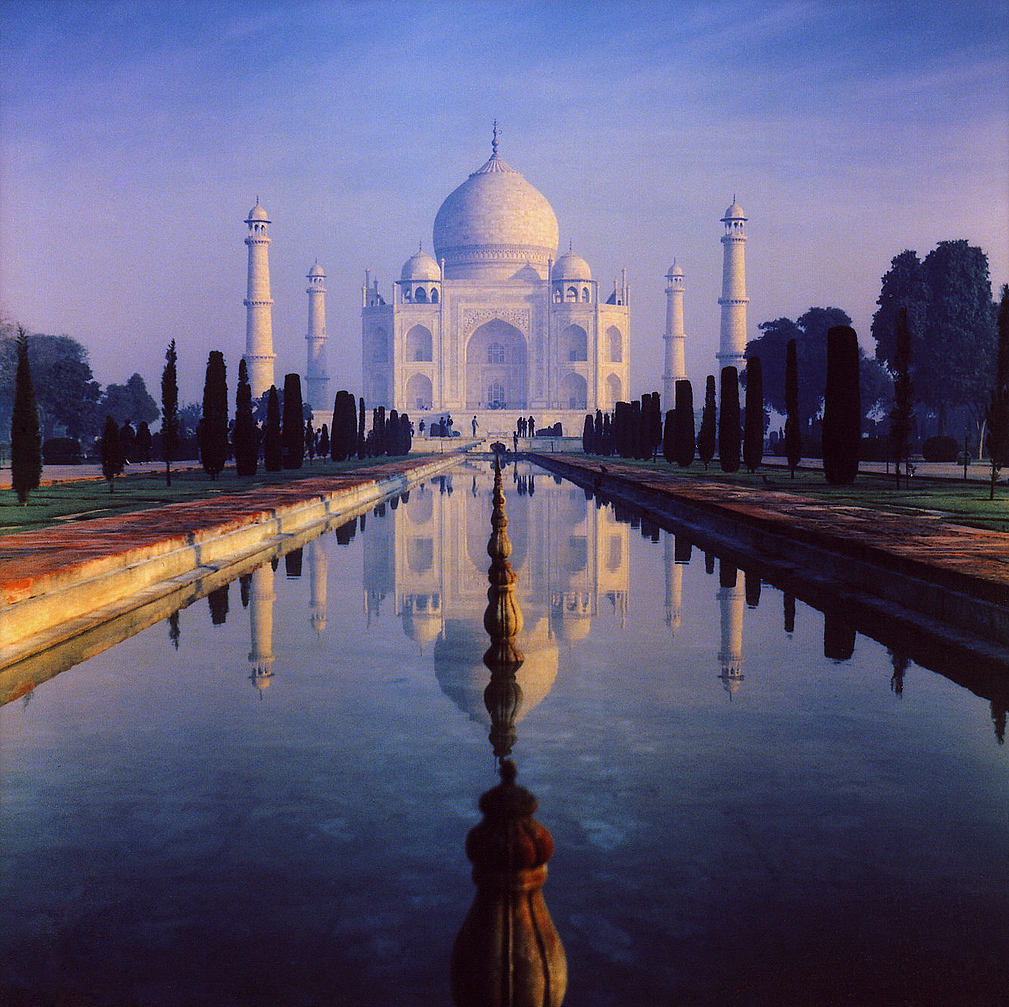
البركة العاكسة في تاج محل.

البركة العاكسة هي فن من فنون العمارة، غالباً ما تستخدم في الحدائق والمتنزهات. وعادةً ما تكون في بركة مياه، دون عوائق من النافورة، بحيث يكون سطح الماء عاكس.

## التصميم
غالباً ما يتم تصميم البرك العاكسة مع أرضية الحوض الخارجي على حافة أعمق بقليل من المنطقة المركزية لمنع تكوين الموجة. يمكن أن تكون صغيرة مثل حمام الطيور بقدر كبير كعنصر مدني كبير.